# Угон Ан-24 в Турцию (1970)
Захват и угон Ан-24 в Турцию — авиационная катастрофа, произошедшая в четверг 15 октября 1970 года в результате угона самолёта. Авиалайнер Ан-24Б начал выполнять регулярный внутренний рейс SU-244 по маршруту Батуми — Сухуми, но через 5 минут после взлёта из аэропорта Батуми лайнер был угнан. Угонщики приказали лететь в Турцию, что экипаж и сделал. В результате экипаж совершил посадку в аэропорту Трабзон. Из находившихся на его борту 51 человека — 46 пассажиров и 5 членов экипажа, погиб 1, выжили 49, из которых четверо получили ранения.
Угон рейса 244 стал первым в истории СССР успешным захватом и угоном пассажирского самолёта в другую страну, также это первый случай, когда при угоне самолёта был убит член экипажа.

## Экипаж
Экипаж состоял из пяти человек:
- Командир воздушного судна — Георгий Чахракия (тяжело ранен)
- Второй пилот — Сулико Шавидзе
- Бортмеханик — Оганес Бабаян (ранен)
- Штурман — Валерий Фадеев (тяжело ранен)
- Стюардесса — Надежда Курченко (убита)

## Хронология событий
В четверг 15 октября 1970 года пассажирский самолёт Ан-24Б (борт СССР-46256) рейса № 244 выполнял полёт по направлению «Батуми — Сухуми — Краснодар» с сорока шестью пассажирами на борту. Среди пассажиров были двое террористов, Пранас Бразинскас (45 лет) и его пятнадцатилетний сын Альгирдас Бразинскас, которые приобрели билеты на рейс, вошли в самолёт и сели на передние места, перед дверью в кабину пилотов; при себе у них были пистолет, ружейный обрез и граната. Через пять минут после взлёта, на высоте 800 метров они вызвали бортпроводницу и вручили ей конверт с запиской, потребовав передать конверт командиру экипажа.
Записка представляла собой лист с напечатанным сообщением:

ПРИКАЗ № 9

1. Приказываю лететь по указанному маршруту.

2. Прекратить радио связь.

3. За невыполнение приказа — Смерть.

(Свободная Европа) П. К. З. Ц.

Генерал (Крылов)— История в фотографиях - Надежда
Бортпроводница вбежала в кабину и крикнула: «Нападение!». Преступники вбежали за ней следом; Альгирдас крикнул: «Никому не вставать! Иначе взорвём самолёт!» Бортпроводница пыталась преградить террористам путь в кабину, крича «Туда нельзя!». После её слов «Они вооружены!» Пранас дважды выстрелил в неё в упор.
После этого Бразинскасы продолжили стрелять. Всего они сделали 24 выстрела, ранив командира экипажа, штурмана и бортмеханика; кроме того, был ранен один из пассажиров.
После захвата кабины старший Бразинскас остался в кабине и потребовал лететь в Турцию, а младший перешёл в салон, чтобы контролировать поведение пассажиров.
Спустя некоторое время угнанный Ан-24 совершил посадку в аэропорту турецкого города Трабзон.
На следующий день, 16 октября сорок три пассажира Ан-24 и тело бортпроводницы были вывезены в Советский Союз. Единственный раненый пассажир и раненые члены экипажа оставались в Трабзоне. Тяжелораненым командиру и штурману в госпитале Трабзона сделали операции, позже они тоже были переправлены в СССР, но остались инвалидами и были списаны на землю.

## Последствия

### Угонщики

#### В Турции
Сразу после приземления самолёта Бразинскасы сдались и были арестованы полицией.
США развили активную деятельность, чтобы не допустить экстрадиции Бразинскасов из Турции в СССР, непосредственное участие в этом принимали сенатор США Перси и член палаты представителей США Эд Дервински. В итоге турецкие власти отказались передавать их СССР, передав дело в местный суд.
Старший Бразинскас объявил себя участником «литовского сопротивления», которому грозит в СССР смертная казнь. На суде он уверял, что в воздухе был вынужден вступить в перестрелку с двумя агентами КГБ, которых они с сыном убили.
В итоге Пранас и Альгирдас Бразинскасы были осуждены на территории Турции и приговорены к тюремному заключению: Пранас к восьми годам, Альгирдас — к двум годам как несовершеннолетнего.

#### В США
Просидев четыре года в турецкой тюрьме, в 1974 году оба Бразинскаса были освобождены по амнистии в честь 50-летия образования Турецкой республики, но оставлены под домашним арестом. После неудачной попытки получить статус политических беженцев в посольстве США в Анкаре в 1976 году они отправились в Венесуэлу. Два месяца спустя они сели на самолёт, летевший в Канаду, во время транзитной остановки в Нью-Йорке покинули его и нелегально остались на территории США, где вскоре были задержаны миграционной службой. После нескольких ходатайств, поданных литовской диаспорой, Бразинскасы получили право проживать в США. Проживая в США, они сменили имена: Пранас Бразинскас — на Фрэнк Уайт (англ. Frank White), Альгирдас Бразинскас — на Альберт Виктор Уайт (англ. Albert Victor White). 
Событие вызвало значительный международный резонанс. Советские власти осудили Соединённые Штаты за предоставление убежища убийцам и потребовали их экстрадиции. Вплоть до распада Советского Союза советские власти пытались оказывать давление на Соединённые Штаты, обвиняя в «лицемерии» за предоставление убежища террористам, и указывали на последствия дела о захвате «Акилле Лауро», когда американские власти требовали выдачи террористов для проведения суда на территории Соединённых Штатов.

#### Убийство и тюремный срок
Спустя 32 года после угона самолёта, в 2002 году, проживавший в США сорокашестилетний Альберт Виктор Уайт во время семейной ссоры убил своего отца Фрэнка Уайта, за что был осуждён и приговорён к тюремному сроку.

### Экипаж
Надежда Курченко была награждена орденом Красного Знамени (посмертно).

### Самолёт
Спустя несколько дней после угона самолёт Ан-24Б был возвращён в СССР, после чего сразу поставлен на капитальный ремонт. После ремонта на его борт был нанесён портрет, списанный с фотографии Надежды Курченко.

## Отражение в культуре
- В 1973 году на киностудии имени А. Довженко по мотивам события был снят фильм «Абитуриентка»[10].
- В 1980 году, в документальном фильме «Ложь и ненависть», члены экипажа авиалайнера АН-24 № 46256 рассказывают о захвате (с 42 по 48 минуты[11]).